# 上牧町
上牧町（日语：／ Kanmaki chō */?）是位於日本奈良縣西北部的行政區劃，地處奈良盆地的西部、馬見丘陵中。道當地距離奈良市約20公里，大阪市約25公里。北部與河合町的交界處由於鄰近王寺站，經鐵路可在一小時內進入大阪市市區，因此自1960年代開始大規模開發為西大和新市鎮。

## 人口
| 上牧町人口分布圖 |                                               |  |
| 上牧町與日本全國年齡別人口分布比較圖 （2005年資料） | 上牧町的年齡、男女別人口分布圖 （2005年資料） |  |
| ■紫色是上牧町 ■綠色是全国 | ■藍色是男性 ■紅色是女性                       |  |
| 上牧町人口變化 \| 1970年 \| 4,483人 \| \| \| 1975年 \| 11,499人 \| \| \| 1980年 \| 16,452人 \| \| \| 1985年 \| 18,826人 \| \| \| 1990年 \| 21,336人 \| \| \| 1995年 \| 23,811人 \| \| \| 2000年 \| 24,005人 \| \| \| 2005年 \| 24,953人 \| \| \| 2010年 \| 23,728人 \| \| \| 2015年 \| 22,054人 \| \| \| 2020年 \| 21,714人 \| \| |                                               |  |
| 資料來源：日本總務省統計中心提供之人口普查數據 |                                               |  |
| 1970年 | 4,483人                                       |  |
| 1975年 | 11,499人                                      |  |
| 1980年 | 16,452人                                      |  |
| 1985年 | 18,826人                                      |  |
| 1990年 | 21,336人                                      |  |
| 1995年 | 23,811人                                      |  |
| 2000年 | 24,005人                                      |  |
| 2005年 | 24,953人                                      |  |
| 2010年 | 23,728人                                      |  |
| 2015年 | 22,054人                                      |  |
| 2020年 | 21,714人                                      |  |

## 歷史
本地在令制國時代屬於大和國葛下郡，過去與北側的王寺町、河合町、西側的香芝市一同被稱為「片岡」，後來此區域設立了莊園－片岡莊，由片岡氏所控制。
江戶時代為郡山藩的領地，分為上牧村、下牧村、中筋村三個聚落，19世紀明治維新後，曾先後隸屬郡山縣、奈良縣、堺縣、大阪府，最後在1887年才劃入重新恢復設立的奈良縣。
1889年日本實施町村制，分為上牧村、下牧村和中筋村出作地區三個聚落合併設立為上牧村，1972年改制升格為上牧町。
在2000年代平成大合併期間，位於西和地區的王寺町、上牧町、河合町、斑鳩町、三鄉町、平群町、安堵町曾規劃合併為西和市，合併後的西和市人口將超過14萬，也將會成為奈良縣內人口僅次於奈良市的第二大城市，當時也已規劃好完成合併後，新的市政府將設於王寺町，同時在斑鳩町設立分支辦公室。但在2004年各町的公民投票中，王寺町和斑鳩町的公民投票都未能通過，也直接使合併案破局。

## 交通
轄內無鐵路經過，但可經由奈良交通的路線客運至王寺町的王寺站或香芝市的五位堂車站轉搭鐵路。
西名阪自動車道雖穿過轄內，並通過西大和新市鎮，但轄內並未設有交流道，轄內要利用此高速公路須往西進入香芝市至香芝交流道。

## 教育
現在轄內不但沒有高等教育學校，也沒有高中；在2006年以前原本有奈良縣立上牧高等學校，但在2004年起停止招生，並與奈良縣立信貴丘高等學校整併為奈良縣立西和清陵高等學校，合併後的學校設於三鄉町，上牧高校在2006年最後一屆學生畢業後即廢除。

## 外部連結
- （日語） 上牧町公所的Facebook專頁